# Список глав государств в 1149 году
Список глав государств в 1148 году — 1149 год — Список глав государств в 1150 году — Список глав государств по годам

## Азия
- Аббасидский халифат — Аль-Муктафи Лиамриллах, халиф (1136 — 1160)
- Анатолийские бейлики —
  - Артукиды — 
    - Фахр ад-дин Кара-Арслан ибн Дауд, эмир (Хисн Кайф) (1144 — 1167)
    - Темюр-таш, эмир (Мардин) (1122 — 1152)

  - Данишмендиды — 
    - Ягы-басан, мелик (в Сивасе) (1142 — 1164)
    - Айн аль-Дель, эмир (в Малатье) (1142 — 1152)

  - Иналогуллары — Махмуд, эмир (1142 — 1183)
  - Менгджуки (Менгучегиды) — Дауд, бей (1120 — 1155)
  - Салтукиды — Салтук II, эмир (1132 — 1168)
  - Шах-Армениды — Сукман II Насир ад-дин , эмир (1128 — 1185)
- Антиохийское княжество — Констанция, княгиня (1130 — 1163)
- Армения —
  - Киликийское царство — Торос II Великий, князь (1145 — 1169)
  - Сюникское царство — Григор II Сенекеримян, царь (1096 — 1166)
- Восточно-Караханидское ханство — 
  - Ибрахим II Богра-хан, хан (в Кашгаре) (1130 — 1156)
  - Хусайн-хан, хан (в Узкенде) (1141 — 1156)
- Газневидское государство — Бахрам-шах, султан (1117 — 1157)
- Грузинское царство — Деметре I, царь (1125 — 1155, 1155 — 1156)
- Гуриды — 
  - Сайф аль-Дин Сури, малик (1146 — 1149)
  - Баха аль-Дин Сам I, малик (1149)
  - Ала уд-Дин Хусайн, малик (1149 — 1152)
- Дайвьет — Ли Ан Тонг, император[англ.] (1138 — 1175)
- Дали (Дачжун) — Дуань Чжэнсин, король (1147 — 1171)
- Зангиды — 
  - Сайф ад-Дин Гази I, атабек Масула (1146 — 1149)
  - Кутб ад-Дин Мавдуд, эмир Масула (1149 — 1170)
  - Нур ад-Дин Махмуд, атабек Алеппо (1146 — 1174)
- Западно-Караханидское ханство — Ибрахим II Богра-хан, хан (1130 — 1132, 1141 — 1156)
- Иерусалимское королевство — Мелисенда, королева (1131 — 1153)
- Ильдегизиды — Шамс ад-Дин Ильдегиз, великий атабек (1136 — 1175)
- Индия —
  - Венад[англ.] — Кодаи Керала Варма, махараджа[англ.] (1145 — 1150)
  - Западные Чалукья[англ.] — Джагадекамалла II, махараджа (1138 — 1151)
  - Калачури[нем.] — Гайякарна, раджа[нем.] (1125 — 1152)
  - Качари — Бираджвай, царь (ок. 1125 — ок. 1155)
  - Кашмир (Лохара) — Джаясимха, царь[англ.] (1128 — 1155)
  - Пала — Маданапала, царь (1144 — 1162)
  - Парамара[англ.] — Баллала, махараджа[англ.] (1143 — 1150/1151)
  - Сена — Виджая Сена, раджа (1096 — 1159)
  - Соланки — Кумарапала, раджа (1143 — 1173)
  - Хойсала — Боттига Вашнувардхана, перманади (1108 — 1152)
  - Чандела — Маданаварман, раджа (1128 — 1165)
  - Чола — Кулоттунга Чола II, махараджа (1135 — 1150)
  - Ядавы (Сеунадеша) — Маллугидэва, махараджа (1145 — 1150)
- Иран —
  -  Баванди — Шах Гази Рустам IV, испахбад (1142 — 1165)
  -  Хазараспиды — Абу Тахир ибн Мухаммад, атабек (1148 — 1203)
- Йемен —
  - Зурайиды — Мухаммад I, амир (1139 — 1153)
  - Наджахиды — Фатик III бин Мухаммад, амир (1137 — 1158)
  -  Хамданиды — Хатим III бин Ахмад, султан (1139 — 1161)
- Кедах — Муджафар Шах I, султан[англ.] (1136 — 1179)
- Кедири — Джаябхайя, раджа (ок. 1135 — ок. 1159)
- Китай — 
  -  Империя Сун  — Гао-цзун (Чжао Гоу), император (1127 — 1162)
  - Западное Ся — Жэнь-цзун (Ли Жэньсяо), император (1139 — 1193)
  - Найманское ханство — Наркеш Дайын, найманский хан 1125- 1160)
  - Керейтское ханство — Маргуз (III) Буюрук-хан (ок. 1125—1150)
  - Монгольское ханство — Амбагай-хан (1148 - 1156)
  - Каракитайское ханство (Западное Ляо) — Табуян, императрица (1143 — 1150)
  - Цзинь — 
    - Ваньянь Хэла (Си-цзун), император (1135 — 1149)
    - Ваньянь Дигунай (Хайлин-ван), император (1149 — 1161)
- Кхмерская империя (Камбуджадеша) — Сурьяварман II, император (1113 — 1150)
- Конийский (Румский) султанат — Масуд I, султан (1116 — 1156)
- Корея (Корё)  — Ыйджон, ван (1146 — 1170)
- Лемро — Кавлия, царь[англ.] (1133 — 1153)
- Мальдивы — Довеми, царь (1141 — 1153)
- Паган — Ситу I, царь[англ.] (1112/1113 — 1167)
- Полоннарува — Гаджабаху II, царь (1132 — 1153)
- Сельджукская империя — Санджар, великий султан (1118 — 1153)
  - Дамасский эмират — Абак Муджируд-дин, эмир (1140 — 1154)
  - Иракский султанат — Масуд ибн Мухамад, султан (1134 — 1152)
  - Керманский султанат — Мухаммад-шах I, султан (1142 — 1156)
- Сунда — Ланглангбхуми, махараджа (1064 — 1154)
- Графство Триполи — Раймунд II, граф (1137 — 1152)
- Тямпа — Джая Хариварман I, князь (1147 — 1167)
- Государство Хорезмшахов — Ала ад-Дин Атсыз, хорезмшах (1127 — 1156)
- Шеддадиды (Анийский эмират) — Шаддад ибн Махмуд, эмир (1131 — 1155)
- Ширван — Минучихр III Великий, ширваншах (1120 — 1160)
- Эдесское графство — Жослен II, граф (1131 — 1150)
- Япония — Коноэ, император (1142 — 1155)

## Африка
- Альмохады — Абд аль-Мумин, халиф (1130 — 1163)
- Гана — Муса, царь (1140 — 1160)
- Гао — Бере Фолоко, дья (ок. 1140 — ок. 1170)
- Зириды — Аль-Хасан ибн Али, эмир (1121 — 1163)
- Канем — Дунама II, маи (1098 — 1150)
- Килва — Давуд ибн Сулейман, султан (1131 — 1170)
- Макурия — Георгий IV, царь (ок. 1130 — ок. 1158)
- Нри[англ.] — Намоке, эзе[англ.] (1090 — 1158)
- Фатимидский халифат — 
  - Аль-Хафиз Лидиниллах, халиф (1130 — 1149)
  - Аз-Зафир Биамриллах, халиф (1149 — 1154)
- Хаммадиды — Яхья ибн Абд аль-Азиз, султан (1121 — 1152)
- Эфиопия — Гебре Мескель Лалибела, император (1119 — 1159)

## Европа
- Англия — Стефан, король (1135 — 1141, 1141 — 1154)
- Венгрия — Геза II, король (1141 — 1162)
- Венецианская республика — Доменико Морозини, дож (1148 — 1156)
- Византийская империя — Мануил I Комнин, император (1143 — 1180)
- Дания — 
  - Кнуд V, король (1146 — 1157)
  - Свен III, король (1146 — 1157)
- Ирландия — Тойрделбах Уа Конхобайр, верховный король (1119 — 1156)
  - Айлех — Муйрхертах Мак Лохлайнн, король (1136 — 1143, 1145 — 1166)
  - Десмонд — Диармайт Мор Маккарти, король (1143 — 1175, 1176 — 1185)
  - Дублин — Бротар мак Торкайл, король (1148 — 1160)
  - Коннахт — Тойрделбах Уа Конхобайр, король (1106 — 1156)
  - Лейнстер — Диармайт Мак Мурхада, король (1126 — 1171)
  - Миде — Доннхад Мак Муйрхертайг Уа Маэл Сехлайнн, король (1144 — ?)
  - Ольстер — Ку Улад мак Конхобайр мак Донн Слейбе, король (1131 — 1157)
  - Томонд — Тойрделбах мак Диармайта, король (1142 — 1167)
- Испания —
  - Ампурьяс — Понс II, граф (ок. 1116 — ок. 1154)
  - Арагон — Петронила, королева (1137 — 1164)
  - Барселона — Рамон Беренгер IV, граф (1131 — 1162)
  - Кармона (тайфа) — Дарддус, эмир (ок. 1143 — 1150)
  - Кастилия и Леон — Альфонсо VII, король (1126 — 1157)
  - Майорка (тайфа) — Мухаммад I, эмир (1126 — 1156)
  - Наварра — Гарсия IV Восстановитель, король (1134 — 1150)
  - Ньебла (тайфа) — Юсуф аль-Битруи, эмир (ок. 1145 — ок. 1150)
  - Пальярс Верхний — Артау (Артальдо) III, граф (ок. 1124 — ок. 1167)
  - Пальярс Нижний — Арнау Миро I, граф (1124 — 1174)
  - Прованс — Раймонд Беренгер II, граф (1144 — 1166)
  - Сильвес (тайфа) — Абу’л Валид Мухаммад, эмир (1145 — 1151)
  - Урхель — Эрменгол VI, граф (1102 — 1154)
- Киевская Русь (Древнерусское государство) — 
  - Изяслав Мстиславич, великий князь Киевский (1146 — 1149, 1151 — 1154)
  - Юрий Владимирович Долгорукий, великий князь Киевский (1149 — 1151, 1155 — 1157)
  -  Белгородское княжество — Борис Юрьевич, князь (1149 — 1151)
  -  Владимиро-Суздальское княжество — 
    - Юрий Владимирович Долгорукий, князь (1113 — 1149, 1151 — 1157)
    - Василько Юрьевич, князь (1149 — 1151)

  -  Волынское княжество — 
    - Владимир Андреевич, князь (1146 — 1149)
    - Святополк Мстиславич, князь (1149, 1151 — 1154)
    - Изяслав Мстиславич, князь (1135 — 1141, 1149 — 1151)

  -  Галичское княжество — Владимир Володаревич, князь (1141 — 1144, 1144 — 1153)
  -  Городенское княжество — Борис Всеволодович, князь (1141 — ок. 1166)
  -  Муромское княжество — 
    - Владимир Святославич, князь (1147 — 1149, 1153 — 1161)
    - Ростислав Ярославич, князь (1145 — 1147, 1149 — 1153)
    -  Рязанское княжество — Глеб Ярославич, князь (1145 — 1147, 1148 — 1153, 1161 — 1178)

  -  Новгород-Северское княжество — Святослав Ольгович, князь (1146 — 1157)
  -  Новгородское княжество — Ярослав Изяславич, князь (1148 — 1154)
  -  Переяславское княжество — 
    - Мстислав Изяславич, князь (1146 — 1149, 1151 — 1154)
    - Ростислав Юрьевич, князь (1149 — 1151)

  -  Полоцкое княжество — Рогволод Борисович, князь (1144 — 1151, 1159 — 1162)
    -  Витебское княжество — Всеслав Василькович, князь (1132 — 1162, 1175 — 1178, ок. 1181 — 1186)
    -  Друцкое княжество — Глеб Рогволодович, князь (1144 — 1151, 1159 — 1162, ок. 1171 — ок. 1180)
    -  Минское княжество — Ростислав Глебович, князь (1146 — 1151, 1159 — 1165)

  -  Смоленское княжество — Ростислав Мстиславич, князь (1127 — 1159)
  -  Черниговское княжество — Владимир Давыдович, князь (1139 — 1151)
- Норвегия — 
  - Сигурд II, король (1136 — 1155)
  - Инги I Горбун, король (1136 — 1161)
  - Эйстейн II Харальдссон, король (1142 — 1157)
- Папская область — Евгений III, папа римский (1145 — 1153)
- Польша — Болеслав IV Кудрявый, князь-принцепс (1146 — 1173)
  - Великопольское княжество — Мешко, князь[англ.] (1138 — 1179, 1181 — 1202)
  - Сандомирское княжество — Генрих, князь (1146 — 1166)
  - Силезское княжество — Болеслав Кудрявый, князь[англ.] (1146 — 1163)
  - Мазовецкое княжество — Болеслав Кудрявый, князь[англ.] (1138 — 1173)
- Померания — Ратибор I, князь (1135 — 1156)
- Португалия — Афонсу I Великий, король (1139 — 1185)
- Священная Римская империя — Конрад III, король Германии (1138 — 1152)
  - Австрийская (Восточная) марка — Генрих II Язомирготт, маркграф (1141 — 1156)
  - Бавария — Генрих XI Язомирготт, герцог (1141 — 1156)
  - Баден — Герман III, маркграф (1130 — 1160)
  - Бар — 
    - Рено I, граф (1105 — 1149)
    - Рено II, граф (1149 — 1170)

  - Берг — Адольф II (IV), граф (1106 — 1160)
  - Верхняя Лотарингия — Матье I, герцог (1139 — 1176)
  - Вюртемберг — Людвиг I, граф (1143 — 1158)
  - Гелдерн — Генрих I, граф (1131 — 1182)
  - Голландия — Дирк VI, граф (1121 — 1157)
  - Гольштейн — Адольф II, граф (1130 — 1137, 1142 — 1164)
  - Каринтия — Генрих V, герцог (1144 — 1161)
  - Клеве — Дитрих II, граф (1147 — 1172)
  - Лимбург — Генрих II, герцог (1139 — 1167)
  - Лувен — Готфрид III Смелый, граф (1142 — 1190)
  - Лужицкая (Саксонская Восточная) марка — Конрад I, маркграф (1136 — 1151)
  - Люксембург — Генрих IV Слепой, граф (1136 — 1196)
  - Мейсенская марка — Конрад Великий, маркграф (1124 — 1156)
  - Монбельяр — Тьерри II, граф (1105 — 1163)
  - Монферрат — Вильгельм V Старый, маркграф (ок. 1136 — 1191)
  - Намюр — Генрих I (Генрих IV Люксембургский), граф (1139 — 1189)
  - Нассау — Роберт I, граф (1123 — 1154)
  - Нижняя Лотарингия — Готфрид VII, герцог (1142 — 1190)
  - Ольденбург — Христиан I, граф (1143 — 1167)
  - Рейнский Пфальц — Герман III Штахлекский, пфальцграф (1141 — 1155)
  - Саарбрюккен — Симон I, граф (1135 — 1182)
  - Савойя — Гумберт III, граф (1148 — 1189)
  - Саксония — Генрих Лев, герцог (1142 — 1180)
  - Салуццо — Манфред I, маркграф (1125 — 1175)
  - Северная марка — Альбрехт Медведь, маркграф (1134 — 1157)
  - Сполето — Ульрих, герцог (1139 — 1152)
  - Тюрингия — Людвиг II Железный, ландграф (1140 — 1172)
  - Церинген — Конрад I, герцог (1122 — 1152)
  - Чехия — Владислав II, князь (1140 — 1158)
    - Брненское княжество —  Вратислав, князь (1126 — 1129, 1130 — 1155)
    - Зноемское княжество — Конрад II, князь (1123 — ок. 1161)
    - Оломоуцкое княжество — Ота III Детлеб, князь (1140 — 1160)

  - Швабия — Фридрих III Барбаросса, герцог (1147 — 1152)
  - Штирия (Карантанская марка) — Отакар III, маркграф (1129 — 1164)
  - Эно (Геннегау) — Бодуэн IV, граф (1120 — 1171)
  - Юлих — Вильгельм I, граф (1143 — 1176)
- Сербия —
  - Дукля — Деса Вуканович, жупан (1148 — 1162)
  - Рашка — Урош II, великий жупан (1145 — 1161/1162)
- Сицилийское королевство — Рожер II, король (1130 — 1154)
  - Апулия и Калабрия — Вильгельм I Злой, герцог (1148 — 1156)
  - Таранто — Симон, князь (1144 — 1157)
- Уэльс —
  - Гвинед — Оуайн ап Грифид, король (1137 — 1170)
  - Дехейбарт — Каделл ап Грифид, король (1143 — 1153)
  - Поуис — Мадог ап Маредид, король (1132 — 1160)
- Франция — Людовик VII, король (1137 — 1180)
  - Аквитания — Алиенора, герцогиня (1137 — 1204)
    - Арманьяк — Жеро III, граф (1110 — 1160)

  - Ангулем — Гильом VI, граф (1140 — 1179)
  - Анжу — Жоффруа V Плантагенет, граф (1129 — 1151)
  - Блуа — Тибо IV Великий, граф (1102 — 1152)
  - Бретань — Эд II, герцог-регент (1148 — 1156)
    - Нант — Хоэль III, граф (1148 — 1156)
    - Ренн — Хоэль II, граф (1148 — 1156)

  - Булонь — Матильда, графиня (1125 — 1152)
  - Бургундия (герцогство) — Эд II, герцог (1143 — 1162)
  - Бургундия (графство) — Беатрис I, пфальцграфиня (1148 — 1184)
  - Вермандуа — Рауль I, граф (1102 — 1152)
  - Макон — Гильом III, граф (1148 — 1155)
  - Невер — Гильом III, граф (1148 — 1161)
  - Нормандия — Жоффруа Плантагенет, герцог (1144 — 1151)
  - Овернь — Гильом VII, граф (1147 — 1155)
  - Прованс — 
    - Раймунд V Тулузский, маркиз (1148 — 1194)
    - Альфонс II Тулузский, маркиз (1148 — ок. 1175)

  - Руссильон — Госфред III, граф (1113 — 1164)
  - Тулуза — 
    - Раймонд V, граф (1148 — 1194)
    - Альфонс II, граф (1148 — ок. 1175)

  - Фландрия — Тьерри Эльзасский, граф (1128 — 1168)
  - Фуа — Роже Бернар I, граф (1148 — 1188)
  - Шалон — Гильом I, граф (1113 — 1166)
  - Шампань — Тибо II, граф (1125 — 1152)
- Швеция — Сверкер I, король (1130 — 1156)
- Шотландия — Давид I Святой, король (1124 — 1153)

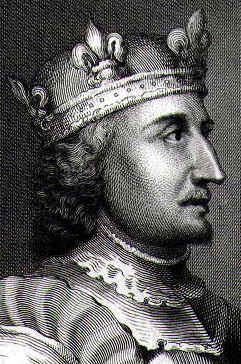
Стефан 1035-1154 Король Англии
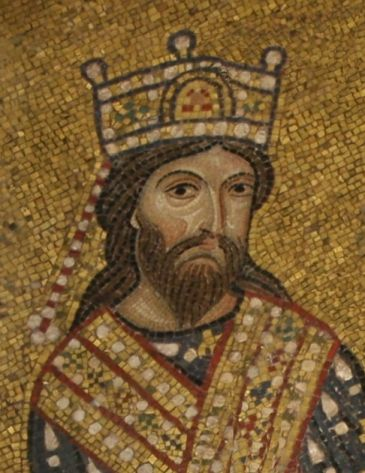
Рожер II 1130-1154 Король Сицилии
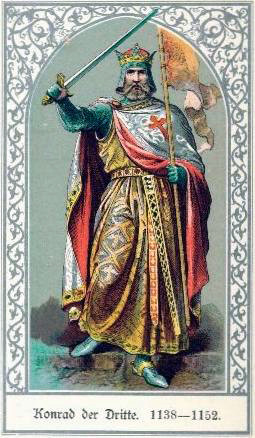
Конрад III 1138-1152 Король Германии
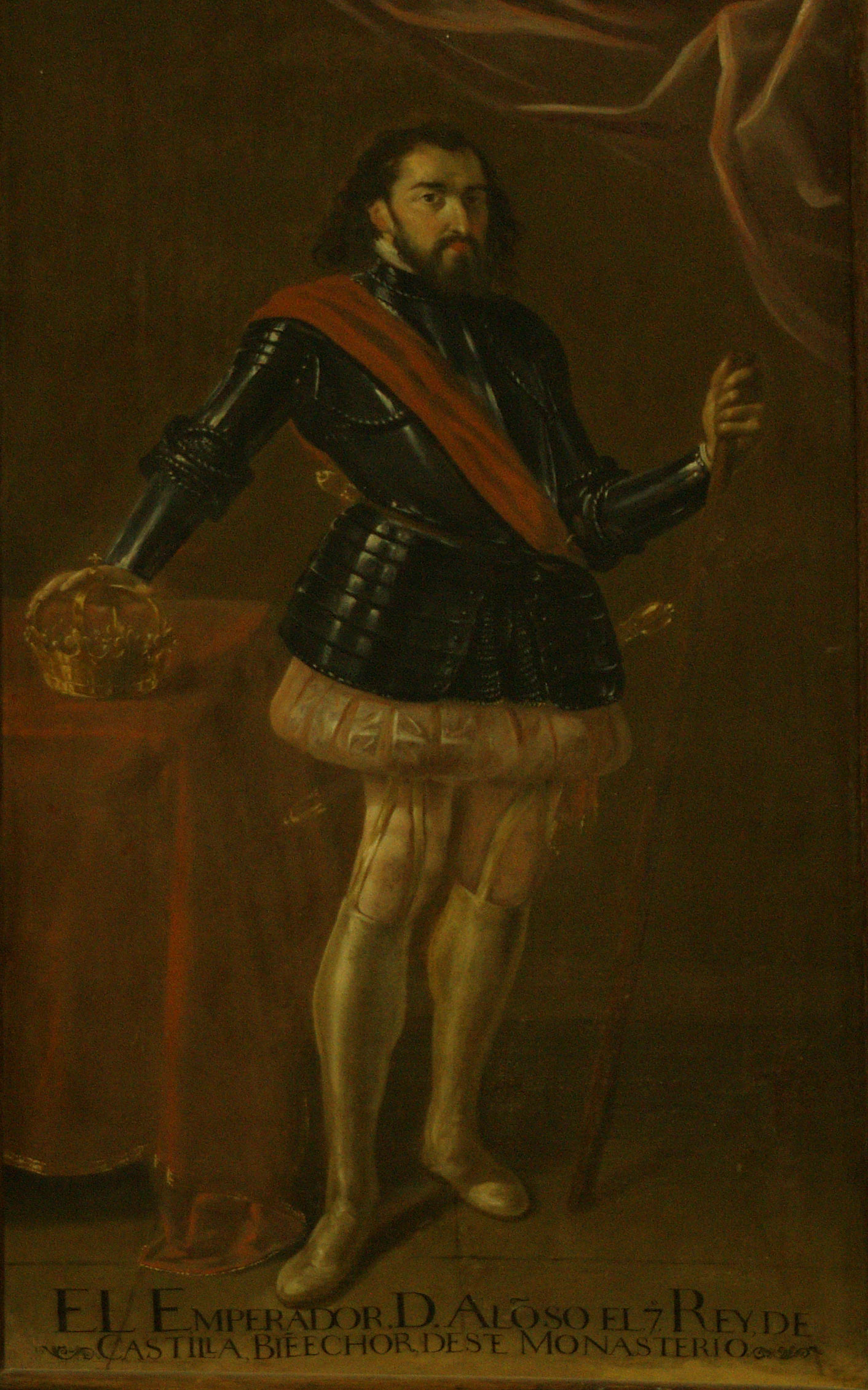
Альфонсо VII 1126-1157 Король Кастилии и Леона
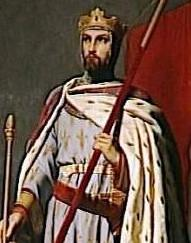
Людовик VII 1137-1180 Король Франции
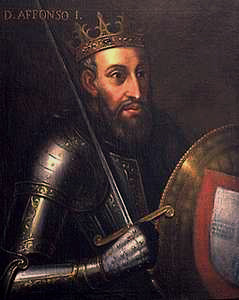
Афонсу I Великий 1139-1185 Король Португалии
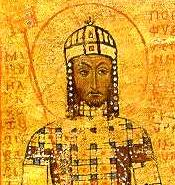
Мануил I Комнин 1143-1180 Император Византии
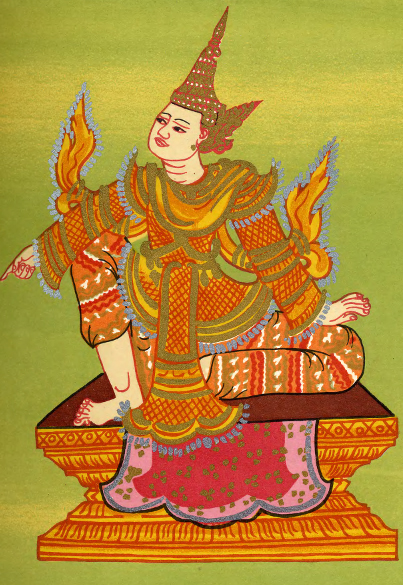
Ситу I 1112-1167 Царь Пагана
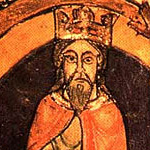
Давид I Святой 1124-1153 Король Шотландии
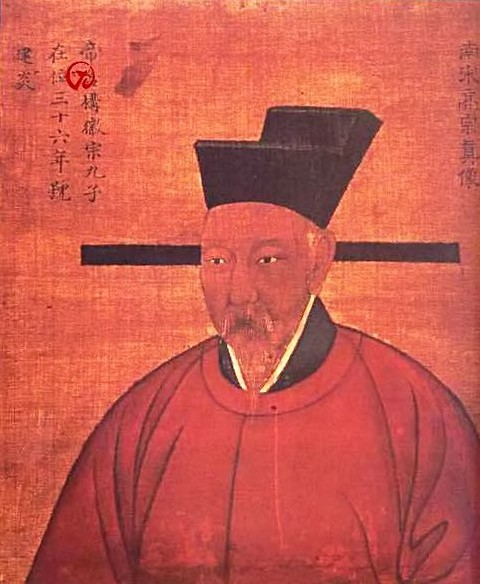
Гао-цзун 1027-1162 Император Китая
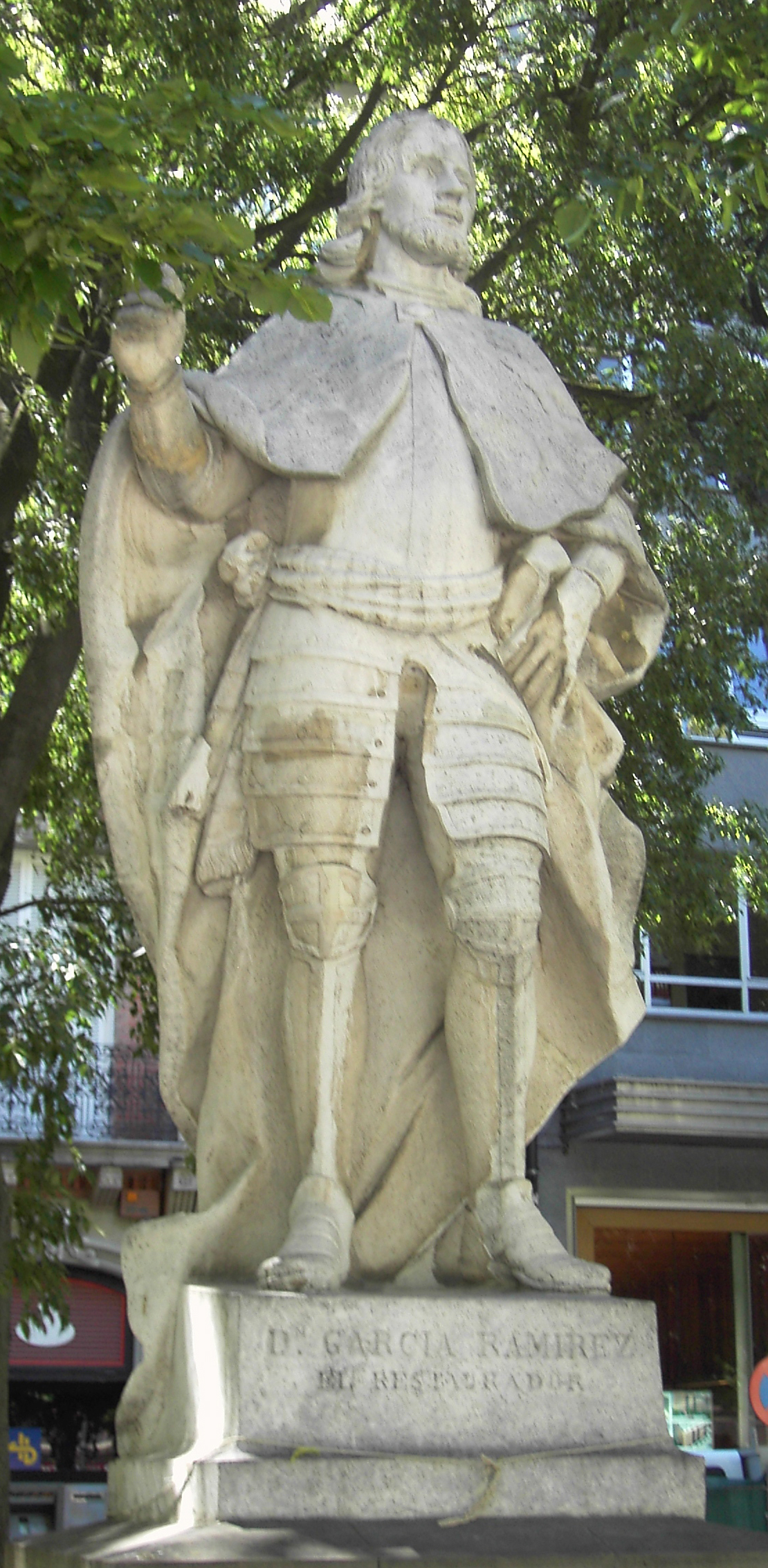
Гарсия IV Восстановитель 1134-1150 Король Наварры
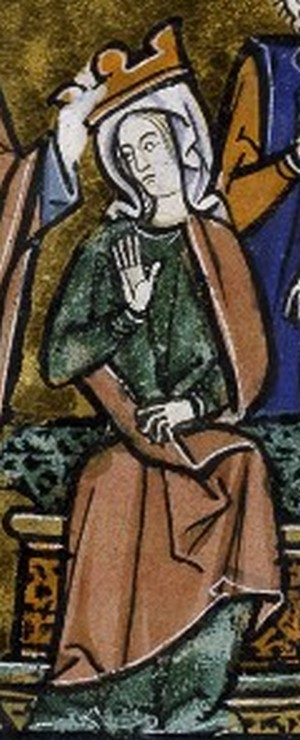
Мелисенда 1131-1153 Королева Иерусалима
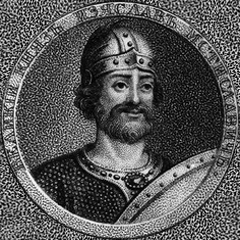
Изяслав Мстиславич 1146-1149, 1151-1154 Великий князь Киевский
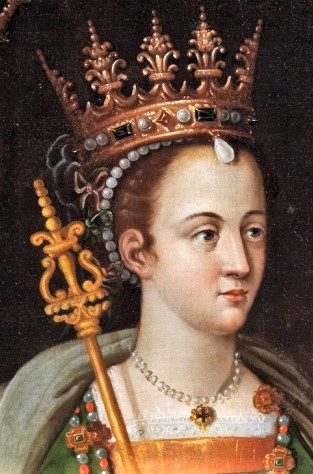
Петронилла 1137-1164 Королева Арагона
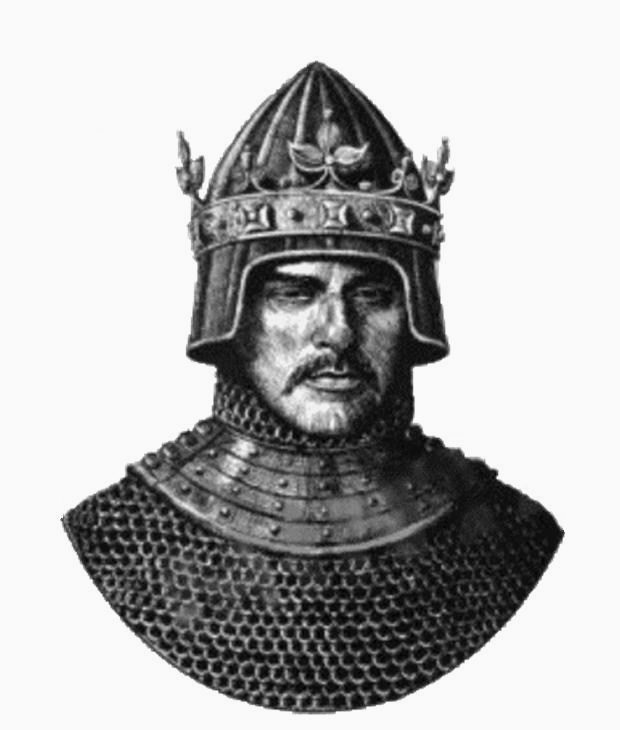
Геза II 1141-1162 Король Венгрии
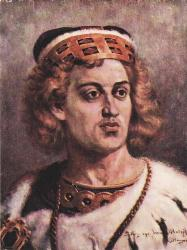
Болеслав IV Кудрявый 1146-1173 Князь-принцепс Польши
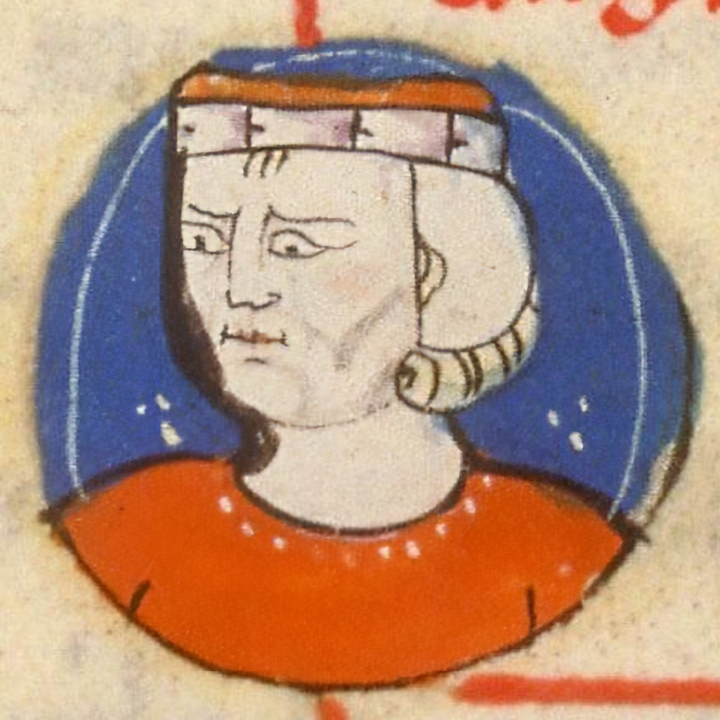
Тибо II Великий 1125-1152 Граф Шампани
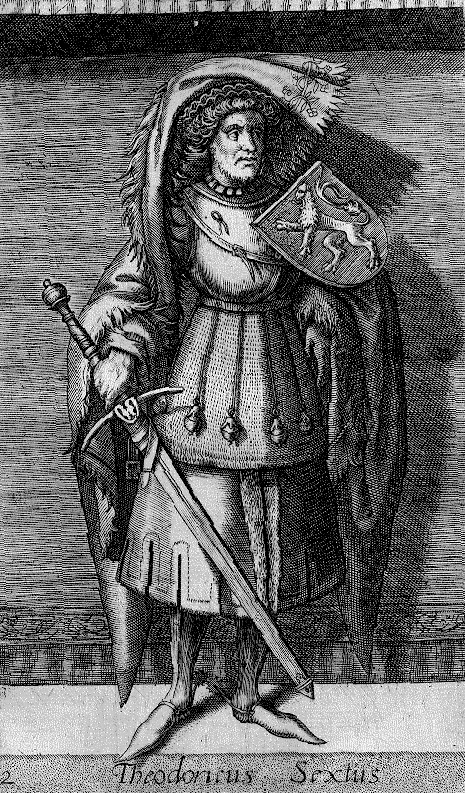
Дирк VI 1121-1157 Граф Голландии
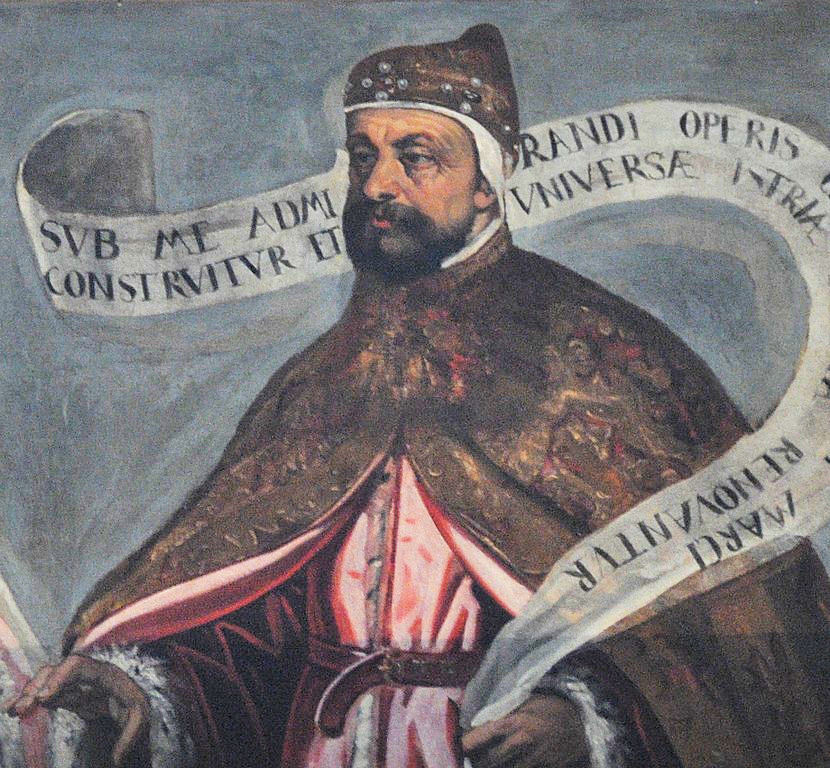
Доменико Морозини 1148-1156 Дож Венеции
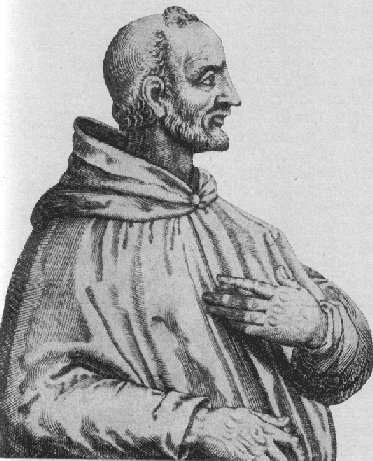
Евгений III 1145-1153 Папа римский